# Матяшовка (Великобагачанский район)
Матяшовка (укр. Матяшівка) — село,
Матяшовский сельский совет,
Великобагачанский район,
Полтавская область,
Украина.
Код КОАТУУ — 5320282901. Население по переписи 2001 года составляло 965 человек.
Является административным центром Матяшовского сельского совета, в который, кроме того, входит село
Лейков.

## Географическое положение
Село Матяшовка находится на правом берегу реки Псёл,
ниже по течению примыкает село Подлуки,
на противоположном берегу — село Яреськи (Шишацкий район).
Река в этом месте извилистая, образует лиманы и заболоченные озёра, в том числе озеро Узкое.
К селу примыкает лесной массив.
Рядом проходит железная дорога, станция Матяшевка.

## История
- 1726 — дата основания.

## Экономика
- Молочно-товарная ферма.
- ООО «Свитанок».

## Объекты социальной сферы
- Школа I—II ст.
- Дом культуры.